# Bob Ogle
Pour les articles homonymes, voir Ogle.
Bob Ogle est un scénariste, acteur et producteur américain né le 28 mars 1926 dans le comté de Sacramento, Californie (États-Unis), décédé le 25 février 1984 à Los Angeles (Californie).

## Filmographie

### Comme scénariste
- 1982 : Shirt Tales (série télévisée) : Digger
- 1963 : Tepee for Two
- 1968 : Lucky Pink
- 1976 : The Pink of Arabee
- 1978 : The Pink of Bagdad
- 1980 : The Flintstones: Fred's Final Fling (TV)*

### Comme acteur
- 1969 : La Panthère rose ("The Pink Panther Show") (série télévisée) : Harry Halibut (1976-1977) (voix)
- 1977 : What's New, Mr. Magoo? (en) (série télévisée) : McBarker (voix)
- 1978 : To Catch a Halibut : Harry Halibut (voix)
- 1981 : The Kwicky Koala Show (série télévisée) : Rawhide Clyde (voix)

### Comme producteur
- 1971 : Hold That Pose (série télévisée)